# Avahi betsileo
Avahi betsileo  (лат.) — примат из семейства индриевых.

## Описание
Масса около 1 кг. Шерсть отличается светлым красновато-коричневым оттенком на всей поверхности тела, за исключением серого подбородка и конечностей. Шерсть на голове гуще, чем у других шерстистых лемуров.

## Распространение
Встречается в восточной части Мадагаскара, в районе Фандриана.

## Статус популяции
Международный союз охраны природы присвоил виду охранный статус «Вымирающий». Площадь ареала составляет менее 1470 км², при этом ареал сильно фрагментирован и постоянно сокращается из-за вырубок леса.